# اسکای‌فال (ترانه)
«اسکای‌فال» (به انگلیسی: Skyfall) یک ترانه از ادل، است. این تک‌ترانه تِم اصلی بیست و سومین فیلم جیمز باند به نام اسکای‌فال می باشد. این ترانه توسط ادل و پل اپورث سروده شده و تهیه‌کندگی شده‌است. این ترانه در ۵ اکتبر ۲۰۱۲ در ساعت ۰:۰۷ (۰۰۷) به وقت تابستانی بریتانیا و در روزی که «روز جهانی جیمز باند» نام گرفته بود، منتشر شد. این روز پنجاهمین سالگرد انتشار اولین فیلم جیمز باند (دکتر نو) است.

## جوایز
ترانهٔ اسکای‌فال برندهٔ جایزهٔ اسکار، گلدن گلوب، گرمی و بریت شد.